# Голубкова, Анна Анатольевна
А́нна Анато́льевна Голубко́ва (псевдоним Анна Сапегина; род. 24 марта 1973, Калинин, РСФСР, СССР) — российский литературный критик, литературовед, прозаик, поэтесса. Кандидат филологических наук (2006).

## Биография
Окончила гимназию № 44 и исторический факультет Тверского государственного университета (1990—1995).
С 1997 года живёт в Москве. Окончила филологический факультет Московского государственного университета имени М. В. Ломоносова (1998—2002). Кандидат филологических наук (2006), тема диссертации: «Критерии оценки в литературной критике В. В. Розанова».
Главный библиограф Сектора рекомендательной библиографии Центра библиографии детской литературы РГДБ.
Известна как литературный критик и литературовед (розановед). В 2004 году выпустила первую книгу с рассказами под псевдонимом Анна Сапегина. Стихи публиковались в альманахе «Акт» (2007), сборнике «бАб/ищи и глобальное потепление» (2009), антологии «Актуальная поэзия на Пушкинской-10» (2009), на сайте «Полутона», журналах «Новый мир», «Октябрь», «Знамя», «Нева», «Новое литературное обозрение», «Дружба народов», «Волга», «Цирк „Олимп“+TV», «Homo Legens», «Лиterraтура» «Новая реальность» и «Новые облака». Первая книга стихов «Адище города» вышла в 2010 году. Отдельные произведения переводились на английский язык.
Инициатор и идейный вдохновитель проекта «Абзац», электронного научного журнала «Полилог», участник арт-группы «бАб/ищи».
Победитель пародийной литературно-фейсбучной премии «Нытик года» (2021).

В настоящее время проживает в Израиле.

### Публикации Анны Голубковой

#### Книги
- Анна Сапегина. Школа жизни: Рассказы. — Тверь, 2004.
- Анна Сапегина. Типа о любви: Рассказы. — М.: Проект Абзац, 2009. — ISBN 978-5-85941-293-8.
- Анна Голубкова. Адище города: Стихи. — СПб.—М.: Акт, 2010. — 64 с.
- Анна Голубкова. Мизантропия: Книга стихов.. — Madrid: Ediciones del Hebreo Errante, 2013. — 64 с.
- Анна Сапегина. Постмодернистская любовь: Роман. Мужчины провинциального города: Сборник рассказов. — СПб.—М.: Своё издательство, Проект Абзац, 2013. — 314 с. — (Авторские книги). — ISBN 978-1-300-69204-1.
- Анна Голубкова. Литературная критика В.В. Розанова: опыт системного анализа. — Кострома: КГУ им. Н. А. Некрасова, 2013. — 432 с. — (Библиотека  журнала "Энтелехия"). — ISBN 978-5-7591-1374-4.
- Анна Сапегина. Природа и вещи: Археологический роман. — СПб.—М.: Свое издательство; М.: Проект Абзац, 2014. — 374 с.
- Анна Голубкова. Тетрадь путешествий: Книга стихов.. — Мadrid: Ediciones del Hebreo Errante, 2015. — 48 с.
- Анна Голубкова. Взгляд сбоку и немного сверху: статьи, рецензии, комментарии. — СПб.: Свое издательство; М.: Проект Абзац, 2016. — 378 с. — ISBN ISBN 978-1-329-70336-0.

### Об Анне Голубковой

#### Рецензии
- Пермяков Андрей. Стихи на асфальте: [Рецензия на книгу: Голубкова Анна. Адище города: Стихи. — СПб.—М.: Акт, 2010. — 64 с.] // Волга. — 2010. — № 9—10.
- Вязмитинова Людмила. Вверх по лестнице — с пальцами на пластиковых клавишах: [Рецензия на книгу: Голубкова Анна. Адище города: Стихи. — СПб.—М.: Акт, 2010. — 64 с.] // Мегалит.
- Житенев Александр. «Ne Daigne!»: [Рецензия на книгу: Голубкова Анна. Адище города: Стихи. — СПб.—М.: Акт, 2010. — 64 с.] // Мегалит.
- Василькова Алёна. [Рецензия на книгу: Голубкова Анна. Адище города: Стихи. — СПб.—М.: Акт, 2010. — 64 с.] // Дети Ра. — 2011. — № 3 (77).
- Балла Ольга. А сознание не пускает: [Рецензия на книгу: Анна Сапегина. Постмодернистская любовь: Роман. Мужчины провинциального города: Сборник рассказов. — СПб.: Своё издательство; М.: Проект Абзац, 2013. — 314 с.] // Homo Legens. — 2013. — № 3. Архивировано 10 января 2014 года.
- Вязмитинова Людмила. О псевдоинфантильности и биороботе Вертере [Рецензия на книгу: Голубкова Анна. Мизантропия: Книга стихов. - Madrid: Ediciones del Hebreo Errante, 2013. - 64 c] // Новое Литературное Обозрение. — 2013. — № 4.